# Richard Tee
Richard Tee (* 24. November 1943 in New York City, NY, USA als Richard Edward Ten Ryk; † 21. Juli 1993 ebenda) war ein US-amerikanischer Pianist, Organist und Arrangeur.

## Leben und Wirken
Richard Tee erhielt in seiner Jugend zwölf Jahre lang eine klassische Musikausbildung, u. a. an der Fiorello H. LaGuardia High School of Music & Art and Performing Arts in New York; dann besuchte er die Manhattan School of Music. Nach dieser Ausbildung wurde er von Motown Records in Detroit als „Hauspianist“ engagiert und arbeitete sich zu einem fest angestellten Arrangeur hoch.
Nach seiner Rückkehr nach New York arbeitete er als Studiomusiker, sowohl am Klavier als auch an der Hammondorgel u. a. mit Bob James, Aretha Franklin, Herbie Mann, Grover Washington Jr., Roland Kirk, Hank Crawford, James Brown, Jeremy Steig, Peter Gabriel, Chaka Khan, Billy Idol oder Joe Cocker zusammen.
Einige der bekanntesten Aufnahmen von Richard Tee entstammen seiner langjährigen Zusammenarbeit mit Paul Simon, die mit dem Album Still Crazy After All These Years begann, und in dessen Tourband Tee bis zuletzt Mitglied war. 
1978 unterstützte er mit anderen Jazzrock-Größen Melanie Safka bei ihrem Album Phonogentic. Not Just Another Pretty Face.
Tee war jedoch nicht nur Studiomusiker, sondern auch ein  Live-Pianist. Richard Tee legte mehrere Alben unter eigenem Namen vor und gehörte seit 1976 zur Band Stuff um Gordon Edwards, mit der er auch auf Festivals wie dem Montreux Jazz Festival auftrat. Weiterhin begleitete er z. B. Paul Simon sowohl auf seiner Rhythm-of-the-Saints-Tour als auch bei dem  Konzert im Central Park. Auch in der Paul-Simon-Unplugged-Band saß Richard Tee am Piano.
Tees Klavierstil war von der R&B-, Fusion, Funk- und Soulmusik der 70er Jahre geprägt, und gleichzeitig stark vom Gospel beeinflusst. Hohen Wiedererkennungswert hatte sein eigenständiger E-Piano-Sound, den er auf einem Fender Rhodes mit Hilfe eines Phasers erzeugte.
Richard Tee starb am 21. Juli 1993 in der Bronx an Prostata-Krebs.

## Diskographische Hinweise
unter eigenem Namen
- Strokin'  (Tappan Zee/Columbia, 1979)
- Natural Ingredients (Tappan Zee, 1980)
- The Bottom Line (Electric Bird, 1985)
- Inside You (Epic/Sony, 1989)
- Real Time (One Voice, 1992)
- The Right Stuff (P-Vine, 1993)
- Real Time Live in Concert 1992 (Videoarts, 2012)

mit Stuff
- Stuff (1976)
- More Stuff (1977)
- Stuff It (1978)
- Live Stuff (1978)
- Live in New York (1980)
- East (1981)
- Best Stuff (1981)
- Stuff Live in Montreux (2008)